# Los Galvanes
Los Galvanes es una localidad del estado mexicano de Guanajuato. Es parte del municipio de San Miguel de Allende.

## Demografía
| Gráfica de evolución demográfica |
|                                  |

| Censo | Población |
| ----- | --------- |
| 1900  | 296       |
| 1910  | 289       |
| 1921  | 291       |
| 1930  | 246       |
| 1940  | 293       |
| 1950  | 261       |
| 1960  | 411       |
| 1970  | 447       |
| 1980  | 709       |
| 1990  | 993       |
| 2000  | 1 187     |
| 2010  | 1 364     |
| 2020  | 1 924     |